# Hans Fogh (sejlsportsmand)
 Der er flere personer med dette navn, se Hans Fogh.
Hans Marius Fogh (født 8. marts 1938 i Rødovre, død 14. marts 2014 i Toronto) var en af de mest succesfulde konkurrence-sejlere i historien, med snesevis af vundne nationale og internationale mesterskaber. Han har sejlet i mange forskellige klasser og bl.a.opnået to olympiske medaljer.

## Olympisk karriere

### Repræsentant for Danmark
Fogh repræsenterede sit fødeland for første gang i løbet af Sommer-OL 1960 i Napoli som rorsmand i den danske Flying Dutchman Skum med Ole Gunnar Petersen som besætning. Fogh opnåede her en sølvmedalje. Fire år senere deltog Fogh i Sommer-OL 1964 i Enoshima, igen med Ole Gunnar Petersen som besætning og opnåede en 4. plads. Ved de følgende 3 olympiske lege repræsenterede han ligeledes Danmark, men opnåede ikke topplaceringer.  

### Repræsentant for Canada
Efter at Fogh var emigreret til Canada blev han udvalgt til at repræsentere sit nye land ved Sommer-OL 1976 i Kingston. Med Evert Bastet som besætning, opnåede Fogh 4. pladsen i Flying Dutchman. Hans sidste olympiske optræden kom i Soling ved Los Angeles Sommer-OL 1984, hvor han opnåede en bronzemedalje med besætningsmedlemmerne Steve Calder og John Kerr.

## Personligt liv
Født 8 marts, 1938, i Rødovre, Danmark, voksede Hans op i en gartnerfamilie og forventedes at overtage familievirksomheden. Med opmuntring og støtte fra sin ven Paul Henderson, emigrerede Fogh til Canada i 1969 og fik canadisk statsborgerskab i 1975. Fogh var gift med Kirsten i 49 år. De har to sønner (Morten og Thomas) og fem børnebørn. Hans Fogh døde af Creutzfeldt-Jakobs sygdom den 14. marts 2014i Toronto. 

## Arbejdsliv
Hans Fogh voksede op i Rødovre i en gartnerfamilie, og den forventede, at han ville overtage familievirksomheden. Men da han som 17-årig meldte sig ind i Hellerup Sejlklub, mødte han Paul Elvstrøm, som også sejlede i Hellerup og fik job i dennes virksomhed. 
Hos Paul Elvstrøm lærte Hans sejlmagererhvervet, og i 1969 emigrerede han til Canada og startede ’’Elvstrøm Sails Canada’’. Senere oprettede han firmaerne ’’ Fogh Sails’’, ’’ North Sails Canada’’ og ’’Fogh Marine’’. Hans engagement i udviklingen af standarden Lasersejl og Laser Radialsejl er nogle af de mange anerkendte resultater, han opnåede i sit erhverv. 

## Sejladskarriere
Hans Fogh har vundet utallige verdens - og nationale mesterskaber, bl.a. 2 VM-guld og 2 EM-guld i Flying Dutchman, samt 4 VM-guld og 3 EM-guld i Soling. Han deltog i seks Olympiske Lege (1960 1964 1968, 1972, 1976 og 1984) og tog en sølvmedalje i Soling i løbet af Pan Am Games i 1987. Hans seneste sejr i et større mesterskab var i 2006 i verdensmesterskabet i Soling. 
Fogh er hædret som medlem af Canadas Sports Hall of Fame. 